# Neenah (Wisconsin)
Neenah – miasto (city) w hrabstwie Winnebago, we wschodniej części stanu Wisconsin, w Stanach Zjednoczonych, położone na północno-zachodnim brzegu jeziora Winnebago, nad ujściem rzeki Fox, w sąsiedztwie miasta Menasha. W 2013 roku miasto liczyło 25 892 mieszkańców. 
Pierwszymi mieszkańcami na tym obszarze były indiańskie plemiona Menominów, Lisów oraz Winebagów. W 1634 roku dotarł tu francuski odkrywca Jean Nicolet, a w 1673 roku Jacques Marquette oraz Louis Jolliet. Pierwsi europejscy osadnicy przybyli tu w 1835 roku, choć dopiero w 1843 roku powstała stała osada. Początkowo nazwana Winnebago Rapids, miejscowość została z czasem przemianowana na Neenah, co w języku lokalnych Indian oznacza „wodę”. Oficjalne założenie miasta nastąpiło w 1873 roku.
W początkowym okresie gospodarka Neenah opierała się na młynach zbożowych, następnie wypartych przez przemysł papierniczy, który pozostaje ważną gałęzią lokalnej gospodarki, podobnie jak przemysł opakowań, elektroniczny, metalowy i wydawniczy.